# シンチェスト
シンチェスト（欧字名:Shin Chest、1983年4月4日 - 2012年5月6日）は、日本の競走馬、種牡馬。主な勝ち鞍に1987年の京都記念。
半兄に阪神大賞典2連覇のシンブラウン、半弟に京都記念など重賞2勝のテイエムジャンボがいる。

## 競走馬時代
1986年1月25日、京都競馬場第7競走の4歳新馬戦で、岩元市三を鞍上にデビューし3着。その後折り返しの新馬戦を勝つと、すみれ賞（OP）2着、わらび賞（400万下）1着と3連対しNHK杯へ挑んだ。3番人気の支持であったがラグビーボールの2着と健闘した。続く東京優駿は4番人気で出走であったが、7着と初めて掲示板を外した。その後半年以上の休養を余儀なくされ、翌1987年の日経新春杯より復帰し4着。続く京都記念に1番人気で出走すると、2着のスピードヒーローに1馬身以上付ける走りで快勝し重賞初制覇を果たした。しかし、この後も2度休養を余儀なくされ、結果的に京都記念の後は1988年の日経新春杯（12着）、産経大阪杯（5着）、1989年の京阪杯（11着）のわずか3戦したのみで引退することとなった。

## 競走成績
以下の内容は、netkeiba.comおよびJBISサーチに基づく。
| 競走日     | 競馬場 | 競走名     | 格   | 距離（馬場）  | 頭 数 | 枠 番 | 馬 番 | オッズ （人気） | 着順 | タイム （上り3F） | 着差 | 騎手     | 斤量 | 1着馬（2着馬）       |
| ---------- | ------ | ---------- | ---- | ------------- | ----- | ----- | ----- | --------------- | ---- | ----------------- | ---- | -------- | ---- | -------------------- |
| 1986.01.25 | 京都   | 4歳新馬    |      | 芝2000m（良） | 16    | 2     | 3     | 05.5（2人）     | 03着 | 2:06.1（49.4）    | -0.7 | 岩元市三 | 55kg | バラモンインター     |
| 0000.02.08 | 京都   | 4歳新馬    |      | 芝1600m（良） | 9     | 5     | 5     | 02.0（1人）     | 01着 | 1:37.9（48.6）    | -0.5 | 岩元市三 | 55kg | （シルクホウザン）   |
| 0000.11.23 | 阪神   | すみれ賞   | OP   | 芝2200m（重） | 7     | 5     | 2     | 02.9（2人）     | 02着 | 2:18.0（47.9）    | -0.0 | 岩元市三 | 55kg | ヤエシオ             |
| 0000.04.12 | 阪神   | わらび賞   |      | 芝2200m（稍） | 10    | 6     | 6     | 01.3（1人）     | 01着 | 2:18.1（48.4）    | -1.2 | 岩元市三 | 55kg | （モガミパワー）     |
| 0000.05.04 | 東京   | NHK杯      | GII  | 芝2000m（重） | 18    | 2     | 4     | 06.4（3人）     | 02着 | 2:03.9（50.0）    | -0.3 | 岩元市三 | 56kg | ラグビーボール       |
| 0000.05.25 | 東京   | 東京優駿   | GI   | 芝2400m（良） | 23    | 7     | 19    | 07.0（4人）     | 7着  | 2:29.5（49.1）    | -0.6 | 岩元市三 | 57kg | ダイナガリバー       |
| 1987.01.25 | 京都   | 日経新春杯 | GII  | 芝2200m（重） | 7     | 6     | 6     | 09.9（5人）     | 04着 | 2:17.1 （50.7）   | -1.0 | 岩元市三 | 56kg | フレッシュボイス     |
| 0000.02.22 | 京都   | 京都記念   | GII  | 芝2400m（稍） | 12    | 8     | 11    | 02.3（1人）     | 01着 | 2:29.3（48.9）    | -0.3 | 岩元市三 | 55kg | （スピードヒーロー） |
| 1988.01.24 | 京都   | 日経新春杯 | GII  | 芝2200m（良） | 12    | 6     | 7     | 12.2（6人）     | 12着 | 2:18.6（51.3）    | -3.3 | 岩元市三 | 57kg | スピードヒーロー     |
| 1989.04.02 | 阪神   | 阪神大賞典 | GII  | 芝2000m（良） | 13    | 5     | 6     | 51.1（12人）    | 05着 | 2:02.4（49.0）    | -1.0 | 田原成貴 | 58kg | ヤエノムテキ         |
| 0000.05.14 | 京都   | 京阪杯     | GIII | 芝2000m（良） | 15    | 8     | 14    | 03.9（2人）     | 11着 | 2:05.0（52.1）    | -2.3 | 田原成貴 | 57kg | ニホンピロブレイブ   |

## 種牡馬時代
引退後は種牡馬入りし、75頭の産駒を残した。すると、シンカイウンが1997年の朝日チャレンジカップを制し、産駒の中央重賞初制覇を果たした。その後もマグマライフが2002年の阪神スプリングジャンプを制するなど、中央競馬で活躍する馬を輩出した。2000年を最後に種付けを終え、2002年2月12日より名馬のふるさとステーションへ移動。そこが経営難により閉鎖されたあとは、新設された新ひだか町のローリング・エッグス・クラブにミスターシクレノンやタケノハナミと移動した。2003年12月1日に用途変更、種牡馬としての供用が停止されたあとは、引退名馬繋養展示事業の助成対象馬となり、同地で引き続き繋養された。ダービーやNHK杯で共に走ったアサヒエンペラーもこの施設に引き取られている。
2012年5月6日、老衰のため同地で死亡した。29歳没。スタッフによれば、同年2月にミスターシクレノンが死亡した後から弱り出し、最期はミスターシクレノンの使っていた馬房で倒れていたという。

### 主な産駒
- 1991年産
  - スーパーファルド（こまくさ賞）
- 1992年産
  - シンカイウン（朝日チャレンジカップ、中日新聞杯）
  - シンコウバイ（阪神障害ステークス・秋3着）
- 1994年産
  - カケノジンライ（ラベンダー賞）
- 1998年産
  - マグマライフ（阪神スプリングジャンプ）

## 血統表
| シンチェストの血統          | シンチェストの血統                              | シンチェストの血統          | （血統表の出典）            | （血統表の出典） |
| 父系                        | オリオール系                                    | オリオール系                | オリオール系                | [ § 2 ]          |
| 父 タイテエム 1969 鹿毛     | 父の父*セントクレスピン Saint Crespin 1956 栗毛 | Aureole                     | Hyperion                    | Hyperion         |
| 父 タイテエム 1969 鹿毛     | 父の父*セントクレスピン Saint Crespin 1956 栗毛 | Aureole                     | Angelola                    |                  |
| 父 タイテエム 1969 鹿毛     | 父の父*セントクレスピン Saint Crespin 1956 栗毛 | Neocracy                    | Nearco                      | Nearco           |
| 父 タイテエム 1969 鹿毛     | 父の父*セントクレスピン Saint Crespin 1956 栗毛 | Neocracy                    | Harina                      |                  |
| 父 タイテエム 1969 鹿毛     | 父の母テーシルダ Tehsilda 1963 黒鹿毛           | *ヴェンチア                 | Relic                       | Relic            |
| 父 タイテエム 1969 鹿毛     | 父の母テーシルダ Tehsilda 1963 黒鹿毛           | *ヴェンチア                 | Rose o'Lynn                 |                  |
| 父 タイテエム 1969 鹿毛     | 父の母テーシルダ Tehsilda 1963 黒鹿毛           | Temoignage                  | Tulyar                      | Tulyar           |
| 父 タイテエム 1969 鹿毛     | 父の母テーシルダ Tehsilda 1963 黒鹿毛           | Temoignage                  | Mehmany                     |                  |
| 母 ブラウンデージ 1975 鹿毛 | 母の父*ボンモー Bon Mot 1963 栗毛               | Worden                      | Wild Risk                   | Wild Risk        |
| 母 ブラウンデージ 1975 鹿毛 | 母の父*ボンモー Bon Mot 1963 栗毛               | Worden                      | Sans Tares                  |                  |
| 母 ブラウンデージ 1975 鹿毛 | 母の父*ボンモー Bon Mot 1963 栗毛               | Djebel Idra                 | Phil Drake                  | Phil Drake       |
| 母 ブラウンデージ 1975 鹿毛 | 母の父*ボンモー Bon Mot 1963 栗毛               | Djebel Idra                 | Djebellica                  |                  |
| 母 ブラウンデージ 1975 鹿毛 | 母の母コマンチ 1968 鹿毛                        | *ムーティエ                 | Sicambre                    | Sicambre         |
| 母 ブラウンデージ 1975 鹿毛 | 母の母コマンチ 1968 鹿毛                        | *ムーティエ                 | Ballynash                   |                  |
| 母 ブラウンデージ 1975 鹿毛 | 母の母コマンチ 1968 鹿毛                        | ケンエイ                    | *ヒンドスタン               | *ヒンドスタン    |
| 母 ブラウンデージ 1975 鹿毛 | 母の母コマンチ 1968 鹿毛                        | ケンエイ                    | *ミスハンター               |                  |
| 母系(F-No.)                 | ミスハンター(NZ)系(FN:13-a)                     | ミスハンター(NZ)系(FN:13-a) | ミスハンター(NZ)系(FN:13-a) | [ § 3 ]          |
| 5代内の近親交配             | Neocracy 3×5=15.625%                            | Neocracy 3×5=15.625%        | Neocracy 3×5=15.625%        | [ § 4 ]          |
| 出典                        | 1. 2. 3. 4.                                     | 1. 2. 3. 4.                 | 1. 2. 3. 4.                 | 1. 2. 3. 4.      |